# Lautaro Martínez
Lautaro Javier Martínez (Bahía Blanca, 22 de agosto de 1997) é um futebolista argentino que atua como centroavante. Atualmente joga na Internazionale.

## Carreira

### Início
Martínez foi formado futebolisticamente no Clube Atlético Liniers de Bahia Branca. Enquanto jogava na Seleção Sub-17 da Liga del Sur de Bahía Blanca (Liga Regional de Futebol da Província de Buenos Aires), Fabio Radaelli, coordenador do Racing Club, o observou e o contratou para iniciar a pré-temporada em 9 de janeiro de 2014.

### Racing Club
Estreou no dia 31 de outubro de 2015, na 29ª rodada da Primeira Divisão, contra o Cruzeiro do Norte, saindo do banco de reservas e substituindo o ídolo Diego Milito. No dia 28 de janeiro de 2016 marcou o seu primeiro gol na vitória por 3 a 1 contra o Independiente, em um amistoso.
Suas boas atuações na reserva do Racing, e suas atuações no Torneio Internacional da Alcudia, onde a Seleção Sub-20 da Argentina perdeu para a Seleção Sub-20 da Espanha na final por 3 a 1, sendo o artilheiro do torneio e eleito como o melhor jogador deste, atraiu o interesse do Real Madrid, do Valencia e do Atlético de Madrid, entre outros. Depois de suas boas atuações no Sul-Americano Sub-20 de 2017 e no Racing, despertou o interesse da Internazionale.
No dia 4 de fevereiro de 2018, converteu seu primeiro hat-trick na primeira divisão, na partida contra o Huracán, que terminou em 4 a 0. No jogo, Martínez era observado por um olheiro da Internazionale e por Jorge Sampaoli, o treinador da Seleção Argentina.
No dia 27 de fevereiro de 2018, realizou pela primeira vez um hat-trick na Copa Libertadores da América, na estreia do Racing na competição, derrotando a equipe do Cruzeiro por 4 a 2.

### Internazionale
Indicado por Diego Milito, foi anunciado como novo jogador da Internazionale no dia 4 de julho de 2018, assinando por cinco temporadas. Já no dia 14 de julho, em sua estreia, Lautaro marcou seu primeiro gol na vitória da Inter de Milão sobre o Lugano, em um amistoso da pré-temporada.

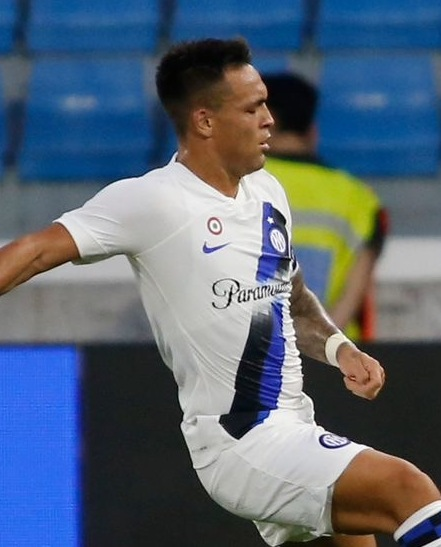
Martínez em amistoso contra o Egnatia na pré-temporada 2023-2024

O atacante marcou seu primeiro gol na Europa em 14 de fevereiro de 2019, convertendo um pênalti para ajudar a Inter a vencer o Rapid Viena na primeira partida das oitavas de final da Liga Europa da UEFA. Após este jogo, passou a receber mais chances e atuou cada vez mais como titular, lucrando com a abstenção de Mauro Icardi por motivos pessoais. Em seu primeiro Derby della Madonnina contra o rival da cidade, o Milan, Martínez ajudou a Inter a vencer por 3 a 2. Sua equipe terminou em terceiro lugar na Serie A de 2018–19.
Em 2 de outubro de 2019, Martínez marcou seu primeiro gol na Liga dos Campeões da UEFA, na derrota fora por 2 a 1 para o Barcelona. Teve grande atuação no dia 20 de outubro, pelo Campeonato Italiano, quando marcou dois gols na goleada por 4 a 3 contra o Sassuolo.
No dia 30 de setembro de 2023, Lautaro Martínez fez os quatro gols da goleada por 4 a 0 da Inter contra à Salernitana, pela 7ª rodada do Campeonato Italiano.
Em 25 de fevereiro de 2024, Lautaro  chegou a 101 gols anotados no Campeonato Italiano na vitória da Inter sobre  Lecce fora de casa por 4 a 0, pela 26ª rodada.
Em 24 de maio de 2024, Lautaro foi eleito como melhor jogador do Campeonato Italiano da temporada 2023/24. Ele ainda terminou o torneio como principal artilheiro ao assinalar 24 gols. Esta foi a terceira temporada que ele anotou mais de 20 gols no Campeonato Italiano.

## Seleção Nacional

### Sub-20

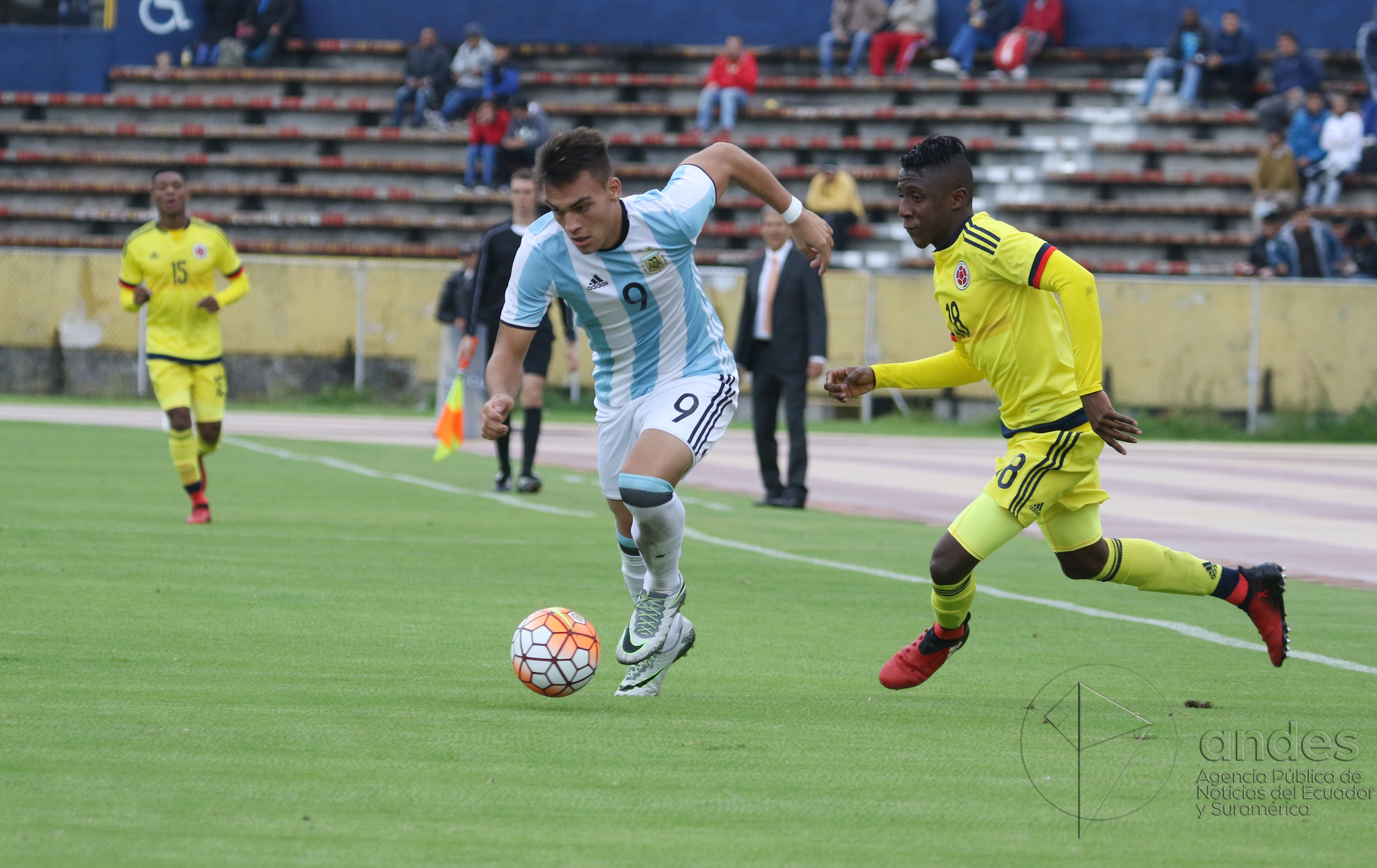
Lautaro pela Seleção Sub-20 em 2017

Foi convocado por Julio Olarticoechea para treinar com a Seleção Argentina Sub-20 antes da Copa do Mundo Sub-20 de 2017. No dia 26 de julho de 2016, contra o Catar, marca o seu primeiro gol pela Seleção no Torneio Internacional da Alcudia. Nas semifinais da competição, marcou o seu segundo gol contra a Venezuela, numa partida que terminou em 2 a 1 a favor da Albiceleste, com o outro gol marcado pelo seu colega de Racing, Brian Mansilla. Seu último gol foi na final do torneio, contra a Espanha. Terminou a competição como artilheiro, com três gols, junto a Joel Rodríguez, e foi eleito o melhor jogador do torneio.
No dia 3 de janeiro de 2017, foi confirmado pelo técnico Claudio Ubeda para disputar o Campeonato Sul-Americano Sub-20 com sede no Equador. Lautaro foi fundamental para classificar a Seleção à Copa do Mundo FIFA Sub-20, convertendo o empate agonizante contra o Brasil e marcando dois gols contra a Venezuela na vitória por 2 a 0, placar esse que classificou a Argentina. Com cinco gols, Lautaro foi um dos artilheiros do torneio.
Na Copa do Mundo Sub-20 de 2017, estreou contra a Inglaterra começando no banco e foi expulso minutos depois. O resultado final foi uma derrota por 3 a 0, e a Inglaterra viria a ser campeã. Lautaro anotou dois gols na goleada por 5 a 0 sobre Guiné, porém não evitou a eliminação da Argentina na primeira fase.

### Principal

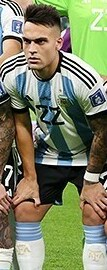
Lautaro na Copa do Mundo de 2022

Em 12 de março de 2018, ainda atuando pelo Racing, Martínez recebeu sua primeira convocação para a Seleção Argentina principal, em dois amistosos contra Itália e Espanha. Ele estreou contra a Espanha em 27 de março, substituindo Gonzalo Higuaín na derrota por 6 a 1. Em maio de 2018, ele foi nomeado para os pré-convocado da Argentina para a Copa do Mundo FIFA de 2018, mas acabou não ficando entre os 23 convocados. Meses depois, no dia 11 de outubro, ele atuou os 90 minutos em uma vitória amistosa por 4 a 0 sobre o Iraque, durante a qual também marcou seu primeiro gol pela Argentina.

### Copa América de 2019
Em 21 de maio de 2019, Martínez foi incluído na lista dos 23 jogadores do treinador Lionel Scaloni para a Copa América de 2019. Na última partida da fase de grupos, contra o Catar, em 23 de junho, ele marcou o gol de abertura em uma vitória por 2 a 0, o que lhes permitiu avançar para as quartas de final. Em 28 de junho, nas quartas de final do torneio, Martínez abriu o placar na vitória de 2 a 0 sobre a Venezuela com um bonito gol de calcanhar; mais tarde ele foi nomeado "homem da partida" e a vitória permitiu à Argentina avançar para as semifinais da competição.
Marcou seu primeiro hat-trick pela Seleção 10 de setembro de 2019, em um amistoso contra o México que a Argentina goleou por 4 a 0.

### Copa do Mundo de 2022
Presente na lista dos 26 convocados por Scaloni para a Copa do Mundo FIFA de 2022, o atacante sagrou-se campeão mundial no dia 18 de dezembro. Reserva na final contra a França, Martínez entrou durante a prorrogação e viu a Argentina ser campeã após vencer por 4 a 2 na disputa por pênaltis.

### Copa América de 2024
Em junho de 2024, Lautaro Martínez foi um dos 26 convocados por Lionel Scaloni para a Copa América realizada nos Estados Unidos.
Lautaro fez o melhor torneio dele com a camisa da seleção. El Toro jogou um total de 221 minutos ao longo de seis partidas, começando como titular apenas contra o Peru e o Equador. Mesmo assim, com pouco tempo em campo foi suficiente para marcar cinco gols, incluindo o gol do título contra a Colômbia no minuto 112 da prorrogação.
| 1.  | 26 de julho de 2016     | Estado Municipal Els Arcs, Valencia, Espanha | Catar      |  | 2–0 | Amistoso             |
| 2.  | 28 de julho de 2016     | Estado Municipal Els Arcs, Valencia, Espanha | México     |  | 1–1 | Amistoso             |
| 3.  | 30 de julho de 2016     | Estado Municipal Els Arcs, Valencia, Espanha | Costa Rica |  | 1–0 | Amistoso             |
| 4.  | 2 de agosto de 2016     | Estado Municipal Els Arcs, Valencia, Espanha | Venezuela  |  | 2–1 | Amistoso             |
| 5.  | 4 de agosto de 2016     | Estado Municipal Els Arcs, Valencia, Espanha | Espanha    |  | 1–3 | Amistoso             |
| 6.  | 19 de janeiro de 2017   | Estádio Olímpico de Ibarra, Ibarra, Equador  | Peru       |  | 1–1 | Sul-Americano Sub-20 |
| 7.  | 21 de janeiro de 2017   | Estádio Olímpico de Ibarra, Ibarra, Equador  | Uruguai    |  | 3–3 | Sul-Americano Sub-20 |
| 8.  | 23 de janeiro de 2017   | Estádio Olímpico de Ibarra, Ibarra, Equador  | Bolívia    |  | 5–1 | Sul-Americano Sub-20 |
| 9.  | 27 de janeiro de 2017   | Estádio Olímpico de Ibarra, Ibarra, Equador  | Venezuela  |  | 0–0 | Sul-Americano Sub-20 |
| 10. | 30 de janeiro de 2017   | Estádio Olímpico Atahualpa, Quito, Equador   | Uruguai    |  | 0–3 | Sul-Americano Sub-20 |
| 11. | 2 de fevereiro de 2017  | Estádio Olímpico Atahualpa, Quito, Equador   | Colômbia   |  | 2–1 | Sul-Americano Sub-20 |
| 12. | 5 de fevereiro de 2017  | Estádio Olímpico Atahualpa, Quito, Equador   | Equador    |  | 0–3 | Sul-Americano Sub-20 |
| 13. | 8 de fevereiro de 2017  | Estádio Olímpico Atahualpa, Quito, Equador   | Brasil     |  | 2–2 | Sul-Americano Sub-20 |
| 14. | 11 de fevereiro de 2017 | Estádio Olímpico Atahualpa, Quito, Equador   | Venezuela  |  | 2–0 | Sul-Americano Sub-20 |
| 15. | 20 de maio de 2017      | Estádio Mundialista, Jeonju, Coreia do Sul   | Inglaterra |  | 0–3 | Mundial Sub-20       |
| 16. | 26 de maio de 2017      | Estádio Mundialista, Jeonju, Coreia do Sul   | Guiné      |  | 5–0 | Mundial Sub-20       |
| 17. | 23 de março de 2018     | Etihad Stadium, Manchester, Inglaterra       | Itália     |  | 2–0 | Amistoso             |
| 18. | 27 de março de 2018     | Estádio Olímpico de Madrid, Madrid, Espanha  | Espanha    |  | 1–6 | Amistoso             |

## Estatísticas
Atualizadas até 21 de janeiro de 2024.
Clubes
| Equipe            | Temporada         | Campeonato nacional | Campeonato nacional | Campeonato nacional | Copa nacional[a] | Copa nacional[a] | Copa nacional[a] | Competições continentais[b] | Competições continentais[b] | Competições continentais[b] | Outros torneios[c] | Outros torneios[c] | Outros torneios[c] | Total | Total | Total   |
| Equipe            | Temporada         | Jogos               | Gols                | Assist.             | Jogos            | Gols             | Assist.          | Jogos                       | Gols                        | Assist.                     | Jogos              | Gols               | Assist.            | Jogos | Gols  | Assist. |
| ----------------- | ----------------- | ------------------- | ------------------- | ------------------- | ---------------- | ---------------- | ---------------- | --------------------------- | --------------------------- | --------------------------- | ------------------ | ------------------ | ------------------ | ----- | ----- | ------- |
| Racing            | 2015              | 1                   | 0                   | 0                   | 0                | 0                | 0                | —                           | —                           | —                           | –                  | –                  | –                  | 1     | 0     | 0       |
| Racing            | 2016              | 3                   | 0                   | 0                   | 0                | 0                | 0                | 0                           | 0                           | 0                           | –                  | –                  | –                  | 3     | 0     | 0       |
| Racing            | 2016–17           | 23                  | 9                   | 1                   | 2                | 0                | 0                | 4                           | 0                           | 0                           | –                  | –                  | –                  | 29    | 9     | 1       |
| Racing            | 2017–18           | 21                  | 13                  | 5                   | 3                | 0                | 0                | 6                           | 5                           | 0                           | –                  | –                  | –                  | 28    | 18    | 5       |
| Racing            | Total             | 48                  | 22                  | 6                   | 5                | 0                | 0                | 10                          | 5                           | 0                           | –                  | –                  | –                  | 63    | 27    | 6       |
| Internazionale    | 2018–19           | 27                  | 6                   | 2                   | 2                | 2                | 0                | 6                           | 1                           | 0                           | –                  | –                  | –                  | 35    | 9     | 2       |
| Internazionale    | 2019–20           | 35                  | 14                  | 3                   | 3                | 0                | 1                | 11                          | 7                           | 1                           | –                  | –                  | –                  | 49    | 21    | 5       |
| Internazionale    | 2020–21           | 38                  | 17                  | 10                  | 4                | 1                | 0                | 6                           | 1                           | 1                           | –                  | –                  | –                  | 48    | 19    | 11      |
| Internazionale    | 2021–22           | 35                  | 21                  | 3                   | 5                | 2                | 1                | 8                           | 1                           | 0                           | 1                  | 1                  | 0                  | 49    | 25    | 4       |
| Internazionale    | 2022–23           | 38                  | 21                  | 6                   | 5                | 3                | 1                | 13                          | 3                           | 3                           | 1                  | 1                  | 0                  | 57    | 28    | 10      |
| Internazionale    | 2023–24           | 18                  | 18                  | 4                   | 1                | 0                | 0                | 6                           | 2                           | 0                           | 2                  | 1                  | 0                  | 27    | 21    | 4       |
| Internazionale    | Total             | 191                 | 97                  | 31                  | 20               | 8                | 3                | 47                          | 14                          | 5                           | 4                  | 4                  | 0                  | 265   | 123   | 40      |
| Total na carreira | Total na carreira | 239                 | 114                 | 31                  | 25               | 8                | 3                | 57                          | 19                          | 5                           | 4                  | 4                  | 0                  | 328   | 150   | 46      |

- a. ^ Jogos da Copa da Argentina e Copa da Itália
- b. ^ Jogos da Copa Sul-Americana, Copa Libertadores, Liga dos Campeões e Liga Europa
- c. ^ Jogos da Supercopa da Itália e Amistosos

## Títulos
Internazionale
- Serie A: 2020–21 e 2023–24
- Supercopa da Itália: 2021, 2022 e 2023
- Copa da Itália: 2021–22 e 2022–23

Seleção Argentina
- Superclássico das Américasː 2019
- Copa América: 2021 e 2024
- Copa dos Campeões CONMEBOL–UEFA: 2022
- Copa do Mundo FIFA: 2022

### Prêmios individuais
- Equipe ideal da Superliga Argentina: 2017–18
- Revelação da Superliga Argentina: 2017–18
- Equipe ideal da Liga Europa da UEFA: 2019–20
- Equipe do Ano da Conmebol pela IFFHS: 2021[26]
- Ballon d'Or: 2021 (21° lugar)
- 100 Melhores Jogadores do Ano (The Guardian): 2022
- Melhor jogador da Serie A: 2023–24
- Equipe ideal da Copa América: 2024

### Artilharias
- Campeonato Sul-Americano Sub-20 de 2017 (5 gols)
- Supercopa da Itália de 2021 (1 gol)
- Copa dos Campeões CONMEBOL–UEFA de 2022 (1 gol)
- Supercopa da Itália de 2022 (1 gol)
- Serie A de 2023–24 (24 gols)
- Copa América de 2024 (5 gols)